# Raoul Paoli
Raoul Paoli (24. november 1887 - 23. marts 1960) var en fransk roer atletikudøver, bokser, bryder, rugbyspiller og skuespiller
Paoli deltog ved fem olympiske lege i tre forskellige sportsgrene. Ved OL 1900 i Paris var han (som 12-årig) styrmand i den franske toer med styrmand, der vandt bronze. Bådens roere var Carlos Deltour og Antoine Védrenne.
Ved både OL 1912, OL 1920, OL 1924 og OL 1928 stillede Paoli op i kuglestød, hvor hans bedste placering var en 9. plads ved legene i 1924. Ved OL 1912 var han desuden med i brydekonkurrencen, mens han ved OL 1928 også stillede op i diskoskast. Han var derudover med på det franske rugby-landshold, og blev fransk mester i boksning.
Senere i livet gjorde Paoli karriere som skuespiller, og spillede med i flere stumfilm i mellemkrigstiden, blandt andet Klovnens Hjerte.

## OL-medaljer
- 1900:  Bronze i toer med styrmand